# Радевич, Александр Михайлович
Александр Михайлович Радевич (бел. Аляксандр Міхайлавіч Радзевіч; родился 25 октября 1957 года в Сморгонском районе, Гродненской области) — белорусский государственный деятель, с 26 июня 2009 года по 4 февраля 2011 года — Министр промышленности Республики Беларусь.

## Биография
В 1979 году окончил Минский радиотехнический институт. В 1979—1981 годах был инженером производственного объединения «Интеграл». С 1981 по 1998 годы работал на различных должностях на Сморгонском заводе оптического станкостроения, в 1998 году возглавил это предприятие. В 2002—2005 годах был заместителем председателя Гродненского облисполкома.
1 декабря 2005 года назначен на должность генерального директора открытого акционерного общества «Гродно Азот». Член Наблюдательного совета ОАО «БПС-Банк».
Указом Президента РБ от 4.02.2011 года снят с должности министра промышленности.
15 апреля 2011 года президент Беларуси дал согласие на назначение Радевича на должность генерального директора государственного производственного объединения «Минский электротехнический завод им.  В. И. Козлова» — директором ПРУП «Минский электротехнический завод им. В. И. Козлова».

## Награды и премии
- 25 мая 2007 года награждён Почетной грамотой Совета Министров Республики Беларусь «за многолетний плодотворный труд, значительный личный вклад в развитие химической и нефтехимической промышленности республики» [2].